# British Home Championship 1966/67
De British Home Championship van 1966/67 was de 72e editie van de British Home Championship. Het toernooi werd gehouden van 22 oktober 1966 tot en met 15 april 1967. Engeland werd kampioen. Deze wedstrijden waren tevens kwalificatiewedstrijden voor het Europees kampioenschap voetbal 1968.

## Eindstand
| Team          | Gsp | W | G | V | DV | DT | DS | Ptn |
| ------------- | --- | - | - | - | -- | -- | -- | --- |
| Schotland     | 3   | 2 | 1 | 0 | 6  | 4  | +2 | 5   |
| Engeland      | 3   | 2 | 0 | 1 | 9  | 4  | +5 | 4   |
| Wales         | 3   | 0 | 2 | 1 | 2  | 6  | –4 | 2   |
| Noord-Ierland | 3   | 0 | 1 | 2 | 1  | 4  | –3 | 1   |

## Wedstrijden
|                                                      |               |                                  |          |                                                                                 |
| 22 oktober 1966 «onderlinge duels» 15:00 uur (UTC+1) | Noord-Ierland | 0 – 2                            | Engeland | Windsor Park, Belfast Toeschouwers: 47.897 Scheidsrechter: Bobby Davidson (SCO) |
| 22 oktober 1966 «onderlinge duels» 15:00 uur (UTC+1) |               | 40' Roger Hunt 59' Martin Peters |          | Windsor Park, Belfast Toeschouwers: 47.897 Scheidsrechter: Bobby Davidson (SCO) |

|                                                      |                |       |               |                                                                                 |
| 22 oktober 1966 «onderlinge duels» 15:00 uur (UTC+1) | Wales          | 1 – 1 | Schotland     | Ninian Park, Cardiff Toeschouwers: 33.269 Scheidsrechter: Kenneth Dagnall (ENG) |
| 22 oktober 1966 «onderlinge duels» 15:00 uur (UTC+1) | Ron Davies 76' |       | 87' Denis Law | Ninian Park, Cardiff Toeschouwers: 33.269 Scheidsrechter: Kenneth Dagnall (ENG) |

|                                                     |                                                                                        |       |                |                                                                                 |
| 16 november 1966 «onderlinge duels» 19:45 uur (UTC) | Engeland                                                                               | 5 – 1 | Wales          | Wembley Stadium, Londen Toeschouwers: 75.380 Scheidsrechter: Tiny Wharton (SCO) |
| 16 november 1966 «onderlinge duels» 19:45 uur (UTC) | Geoff Hurst 30', 34' Bobby Charlton 43' Terry Hennessey 65' (e.d.) Jackie Charlton 84' |       | 38' Wyn Davies | Wembley Stadium, Londen Toeschouwers: 75.380 Scheidsrechter: Tiny Wharton (SCO) |

|                                                     |                                    |       |                    |                                                                              |
| 16 november 1966 «onderlinge duels» 20:00 uur (UTC) | Schotland                          | 2 – 1 | Noord-Ierland      | Hampden Park, Glasgow Toeschouwers: 45.281 Scheidsrechter: Jack Taylor (ENG) |
| 16 november 1966 «onderlinge duels» 20:00 uur (UTC) | Bobby Murdoch 14' Bobby Lennox 35' |       | 9' Jimmy Nicholson | Hampden Park, Glasgow Toeschouwers: 45.281 Scheidsrechter: Jack Taylor (ENG) |

|                                                    |               |       |       |                                                                               |
| 12 april 1967 «onderlinge duels» 19:30 uur (UTC+1) | Noord-Ierland | 0 – 0 | Wales | Windsor Park, Belfast Toeschouwers: 17.770 Scheidsrechter: Kevin Howley (ENG) |
| 12 april 1967 «onderlinge duels» 19:30 uur (UTC+1) |               |       |       | Windsor Park, Belfast Toeschouwers: 17.770 Scheidsrechter: Kevin Howley (ENG) |

|                                                    |                                     |       |                                                  |                                                                                        |
| 15 april 1967 «onderlinge duels» 15:00 uur (UTC+1) | Engeland                            | 2 – 3 | Schotland                                        | Wembley Stadium, Londen Toeschouwers: 99.063 Scheidsrechter: Gerhard Schulenburg (FRG) |
| 15 april 1967 «onderlinge duels» 15:00 uur (UTC+1) | Jackie Charlton 84' Geoff Hurst 88' |       | 27' Denis Law 78' Bobby Lennox 87' Jim McCalliog | Wembley Stadium, Londen Toeschouwers: 99.063 Scheidsrechter: Gerhard Schulenburg (FRG) |